# Molson Indy Vancouver 1990
Molson Indy Vancouver 1990 var ett race som var den tolfte deltävlingen i PPG IndyCar World Series 1990. Racet kördes den 2 september på Vancouvers gator. Al Unser Jr. tog sin fjärde raka seger, vilket gav honom ett stort övertag i mästerskapet. Danny Sullivan och Mario Andretti var övriga förare på pallen. Tävlingen drabbades av en tragedi då funktionären Jean Patrick Hein avled efter att ha blivit träffad av en skymd Willy T. Ribbs framdäck under den fria träningen.

## Slutresultat
| Plats | Förare             | Team                     | Grid | Kvaltid  |
| ----- | ------------------ | ------------------------ | ---- | -------- |
| 1     | Al Unser Jr.       | Galles-Kraco Racing      | 6    | 1.03,432 |
| 2     | Danny Sullivan     | Marlboro Team Penske     | 2    | 1.02,354 |
| 3     | Mario Andretti     | Newman/Haas Racing       | 8    | 1.03,619 |
| 4     | Rick Mears         | Marlboro Team Penske     | 7    | 1.03,503 |
| 5     | John Andretti      | Porsche Motorsports      | 13   | 1.04,390 |
| 6     | Emerson Fittipaldi | Marlboro Team Penske     | 5    | 1.03,421 |
| 7     | Scott Goodyear     | Doug Shierson Racing     | 9    | 1.03,756 |
| 8     | Bobby Rahal        | Galles-Kraco Racing      | 3    | 1.02,855 |
| 9     | Scott Brayton      | Dick Simon Racing        | 18   | 1.04,933 |
| 10    | Willy T. Ribbs     | Raynor Motorsports Group | 17   | 1.04,813 |
| 11    | Dominic Dobson     | Bruce Leven Racing       | 25   | 1.09,014 |
| 12    | Buddy Lazier       | Hemelgarn Racing         | 22   | 1.07,050 |
| 13    | A.J. Foyt          | A.J. Foyt Enterprises    | 20   | 1.06,226 |
| 14    | Eddie Cheever      | Chip Ganassi Racing      | 14   | 1.04,751 |
| 15    | Dean Hall          | Dale Coyne Racing        | 19   | 1.05,801 |
| 16    | Teo Fabi           | Porsche Motorsports      | 11   | 1.04,049 |
| 17    | Randy Lewis        | Arciero Racing           | 24   | 1.08,952 |
| 18    | Ross Bentley       | Teamkar International    | 26   | 1.10,114 |
| 19    | Raul Boesel        | Truesports Co.           | 16   | 1.04,784 |
| 20    | Michael Andretti   | Newman/Haas Racing       | 1    | 1.02,252 |
| 21    | Jon Beekhuis       | P.I.G. Racing            | 21   | 1.06,295 |
| 22    | Mike Groff         | Euromotorsport           | 15   | 1.04,686 |
| 23    | Hiro Matsushita    | Dick Simon Racing        | 23   | 1.07,338 |
| 24    | Roberto Guerrero   | Patrick Racing           | 10   | 1.03,889 |
| 25    | Didier Theys       | Vince Granatelli Racing  | 12   | 1.04,325 |
| 26    | Arie Luyendyk      | Doug Shierson Racing     | 4    | 1.03,019 |